# ۲۱ اسفند
۲۱ اسفند سیصد و پنجاه و هفتمین روز از سال در گاه‌شماری خورشیدی است. به پایان سال ۸ روز (۹ روز در سال کبیسه) مانده‌است.

## رویدادها
- ۱۱۸۷ - انعقاد عهدنامه مجمل در میان حکومت دودمان قاجار ایران با حکومت انگلستان
- ۱۳۶۳ - پرتاب اولین موشک بالستیک ایران از کرمانشاه به سوی پالایشگاه کرکوک در عراق[۱]
- ۱۳۸۳ - انعقاد موافقت نامه بنیان‌گذاری بانک مشترک ایران و ونزوئلا در میان نمایندگان نظام جمهوری اسلامی ایران با جمهوری بولیواری ونزوئلا
- ۱۴۰۰ - حملات راکتی ۲۰۲۲ اربیل

## مناسبت‌ها
- ایران - بزرگداشت نظامی گنجوی
- ایالات متحده - روز تشکیل پیش‌آهنگی دختران.
- چین و تایوان - روز درختکاری
- جهان - روز جهانی مبارزه با سانسور، در فضای مجازی
- موریس - روز ملی

## زادروزها
- ۱۳۱۶ - فرهاد فخرالدینی، موسیقی‌دان
- ۱۳۳۴ - حمید علیدوستی، بازیکن فوتبال
- ۱۳۳۹ - صادق لاریجانی، سیاستمدار
- ۱۳۴۱ - فرحناز پهلوی، فرزند محمدرضا پهلوی و فرح پهلوی
- ۱۳۵۲ - بابک زنجانی، بازرگان و اختلاس‌گر
- ۱۳۷۸ - محمد عمری، بازیکن فوتبال

## درگذشت‌ها
- ۱۳۶۹ - هوشنگ طاهری، نویسنده